# Erythrophleum suaveolens
Erythrophleum suaveolens là một loài thực vật có hoa trong họ Đậu. Loài này được (Guill. & Perr.) Brenan miêu tả khoa học đầu tiên.